# Yimnashaniana jianfenglingensis
Yimnashaniana jianfenglingensis är en skalbaggsart som beskrevs av Hua 1986. Yimnashaniana jianfenglingensis ingår i släktet Yimnashaniana och familjen långhorningar. Inga underarter finns listade i Catalogue of Life.